# La Chapelle-lès-Luxeuil
La Chapelle-lès-Luxeuil è un comune francese di 444 abitanti situato nel dipartimento dell'Alta Saona nella regione della Borgogna-Franca Contea.
È bagnato dalle acque del fiume Lanterne.

## Società

### Evoluzione demografica
Abitanti censiti